# Myrmarachne pinoysorum
Myrmarachne pinoysorum är en spindelart som beskrevs av Barrion, Litsinger 1995. Myrmarachne pinoysorum ingår i släktet Myrmarachne och familjen hoppspindlar. Inga underarter finns listade i Catalogue of Life.